# 灰鰭非洲裙魚
灰鰭非洲裙魚為輻鰭魚綱脂鯉目脂鯉亞目鮭脂鯉科的其中一種，為熱帶淡水魚，分布於非洲三比西河下游、雪莉河、馬拉威湖、魯伏馬湖等流域，體長可達7公分，棲息在植被生長的溪流及湖泊，以昆蟲等為食，生活習性不明。

## 扩展阅读
維基物種上的相關：灰鰭非洲裙魚